# احمد بن بیتور
احمد بن بیتور (عربی: أحمد بن بيتور؛ زادهٔ ۲۰ ژوئن ۱۹۴۶) یک سیاست‌مدار اهل الجزایر است.